# Košutovo (Leposavić)
Pour les articles homonymes, voir Košutovo.
Koshutovë en albanais et Košutovo en serbe latin (en serbe cyrillique : Кошутово) est une localité du Kosovo située dans la commune/municipalité de Leposavić/Leposaviq, district de Mitrovicë/Kosovska Mitrovica. Selon des estimations de 2009 comptabilisées pour le recensement kosovar de 2011, elle compte 54 habitants, tous albanais.
Koshutovë/Košutovo est l'un des trois villages à majorité albanaise de la commune/municipalité de Leposavić/Leposaviq.

## Géographie
Koshutovë/Košutovo est situé à 18 km au sud de Leposavić/Leposaviq, sur la rive droite de la rivière Ibar.

## Démographie

### Évolution historique de la population dans la localité
| 1948 | 1953 | 1961 | 1971 | 1981 | 1991 | 2009 |
| ---- | ---- | ---- | ---- | ---- | ---- | ---- |
| 199  | 213  | 238  | 291  | 297  | 317  | 54   |

|  |